# Capturar la bandera
Capturar la bandera es un estilo de juego en el que dos equipos intentan atrapar una bandera y llevarla a zona. 

## Origen
El juego “captura la bandera” fue creado en Alemania por Wilhelm Lübeck en el año 1860.

## Modo de juego
Para jugar, los jugadores se dividen en dos equipos, con cada uno en una parte del campo. Para poder ganar, hay que recoger la bandera del otro equipo y llevarla a un sitio determinado.
Existen otras variantes menores de este modo de juego:
- Ambos equipos poseen la bandera contraria (el equipo rojo posee la bandera azul, y viceversa), y un jugador debe proteger la base para que este a salvo.
- Un solo equipo tiene la bandera, y debe defenderla, mientras el otro equipo intenta capturarla y llevarla a salvo a su base.
- La bandera puede estar en una zona neutral entre ambos equipos.

## Videojuegos
En el ámbito de los videojuegos, existe un modo multijugador implementado en varios géneros, como los disparos en primera persona, denominado «Capturar la bandera», también conocido como «CTF», del inglés «Capture the Flag». Consiste en la lucha de dos equipos (generalmente, se distinguen por su color rojo y azul) por capturar la bandera del enemigo, y su posterior traslado de vuelta a su base junto a la suya para ganar la partida, sin
dar opción al enemigo para llevarse la del equipo contrario.
En la partida, los jugadores podrán verse apoyados por armas para recoger por el mapa y vehículos armados, algunas partidas incluso admiten la opción de «fuego amigo», que hace que los jugadores reciban daño de proyectiles disparados por compañeros de su propio equipo, que impactan contra el jugador ya sea por cruzar la línea de fuego, porque el enemigo se ha movido, por un error, o porque el ataque aliado es a propósito. Dependiendo del juego, algunas características pueden variar como son que exista una sola bandera que debe ser capturada por los equipos y ponerla en su podio correspondiente, que aumente al número de equipos a cuatro o que sea limitado el uso de armas.

## Videojuegos MOBA
En los últimos años se ha tomado este sistema como base para una línea de videojuegos llamada Multiplayer Online Battle Arena (MOBA), en las cuales como idea base se toma el formato de capture la bandera pero con un enfoque más a la batalla con el multijugador anteriormente mencionado.